# Euphorbia josei
Euphorbia josei es una especie fanerógama perteneciente a la familia de las euforbiáceas.  Es originaria de  La Hispaniola.

## Taxonomía
Euphorbia josei fue descrita por Robertus Cornelis Hilarius Maria Oudejans y publicado en Phytologia 67(1): 46. 1989.
Etimología
Euphorbia: nombre genérico que deriva del médico griego del rey Juba II de Mauritania (52 a 50 a. C. - 23), Euphorbus, en su honor – o en alusión a su gran vientre –  ya que usaba médicamente Euphorbia resinifera. En 1753 Carlos Linneo asignó el nombre a todo el género.
josei: epíteto otorgado  en honor de José Mariano Mociño (1717-1819), naturalista, médico y botánico en Nueva España (hoy México).
Sinonimia
- Euphorbia litoralis Sessé & Moc.[5][6]